# Дискретное вейвлет-преобразование
В численном и функциональном анализе дискретные вейвлет-преобразования (ДВП) относятся к вейвлет-преобразованиям, в которых вейвлеты представлены дискретными сигналами (выборками).
Первое ДВП было придумано венгерским математиком Альфредом Хааром. Для входного сигнала, представленного массивом 2n чисел, вейвлет-преобразование Хаара просто группирует элементы по 2 и образует от них суммы и разности. Группировка сумм проводится рекурсивно для образования следующего уровня разложения. В итоге получается 2n−1 разность и 1 общая сумма.
Это простое ДВП иллюстрирует общие полезные свойства вейвлетов. Во-первых, преобразование можно выполнить за {\displaystyle n\log _{2}(n)} операций. Во-вторых, оно не только раскладывает сигнал на некоторое подобие частотных полос (путём анализа его в различных масштабах), но и представляет временную область, то есть моменты возникновения тех или иных частот в сигнале. Вместе эти свойства характеризуют быстрое вейвлет-преобразование — возможную альтернативу обычному быстрому преобразованию Фурье. При принятии условия случайности сигнала Х спектральную плотность его амплитуд Y вычисляют на основе алгоритма Ийетса: matrixY=matrix(±X), верно и обратное matrixX=matrix(±Y).
Самый распространенный набор дискретных вейвлет-преобразований был сформулирован бельгийским математиком Ингрид Добеши (Ingrid Daubechies) в 1988 году. Он основан на использовании рекуррентных соотношений для вычисления всё более точных выборок неявно заданной функции материнского вейвлета с удвоением разрешения при переходе к следующему уровню (масштабу). В своей основополагающей работе Добеши выводит семейство вейвлетов, первый из которых является вейвлетом Хаара. С тех пор интерес к этой области быстро возрос, что привело к созданию многочисленных потомков исходного семейства вейвлетов Добеши.
Другие формы дискретного вейвлет-преобразования включают непрореженное вейвлет-преобразование (где не выполняется прореживания сигналов), преобразование Ньюлэнда (где ортонормированный базис вейвлетов выводится из специальным образом построенных фильтров типа «top-hat» в частотной области). Пакетные вейвлет-преобразования также связаны с ДВП. Другая форма ДВП — комплексное вейвлет-преобразование.
У дискретного вейвлет-преобразования много приложений в естественных науках, инженерном деле, математике (включая прикладную). Наиболее широко ДВП используется в кодировании сигналов, где свойства преобразования используются для уменьшения избыточности в представлении дискретных сигналов, часто — как первый этап в компрессии данных.

## Определение

### Один уровень преобразования
ДВП сигнала {\displaystyle x} получают применением набора фильтров. Сначала сигнал пропускается через низкочастотный (low-pass) фильтр с импульсным откликом {\displaystyle g}, и получается свёртка:
{\displaystyle y[n]=(x*g)[n]=\sum \limits _{k=-\infty }^{\infty }{x[k]g[n-k]}}
Одновременно сигнал раскладывается с помощью высокочастотного (high-pass) фильтра {\displaystyle h}. В результате получаются детализирующие коэффициенты (после ВЧ-фильтра) и коэффициенты аппроксимации (после НЧ-фильтра). Эти два фильтра связаны между собой и называются квадратурными зеркальными фильтрами (QMF).
Так как половина частотного диапазона сигнала была отфильтрована, то, согласно теореме Котельникова, отсчёты сигналов можно проредить в 2 раза:
{\displaystyle y_{\mathrm {low} }[n]=\sum \limits _{k=-\infty }^{\infty }{x[k]g[2n-k]}}
{\displaystyle y_{\mathrm {high} }[n]=\sum \limits _{k=-\infty }^{\infty }{x[k]h[2n-k]}}
Такое разложение вдвое уменьшило разрешение по времени в силу прореживания сигнала. Однако каждый из получившихся сигналов представляет половину частотной полосы исходного сигнала, так что частотное разрешение удвоилось.
С помощью оператора прореживания {\displaystyle \downarrow }
{\displaystyle (y\downarrow k)[n]=y[kn]}

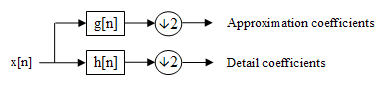
Схема разложения сигнала в ДВП

вышеупомянутые суммы можно записать короче:
{\displaystyle y_{\mathrm {low} }=(x*g)\downarrow 2}
{\displaystyle y_{\mathrm {high} }=(x*h)\downarrow 2}
Вычисление полной свёртки {\displaystyle x*g} с последующим прореживанием — это излишняя трата вычислительных ресурсов.
Схема лифтинга является оптимизацией, основанной на чередовании этих двух вычислений.

### Каскадирование и банки фильтров
Это разложение можно повторить несколько раз для дальнейшего увеличения частотного разрешения с дальнейшим прореживанием коэффициентов после НЧ и ВЧ-фильтрации. Это можно представить в виде двоичного дерева, где листья и узлы соответствуют пространствам с различной частотно-временной локализацией. Это дерево представляет структуру банка (гребёнки) фильтров.

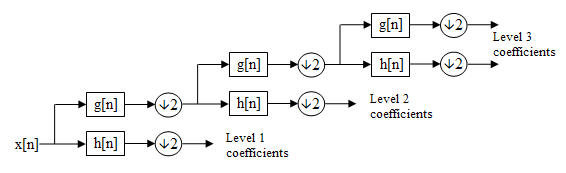
Трехуровневый банк (гребёнка) фильтров

На каждом уровне вышеприведённой диаграммы сигнал раскладывается на низкие и высокие частоты. В силу двукратного прореживания длина сигнала должна быть кратна {\displaystyle 2^{n}}, где {\displaystyle n} — число уровней разложения.
Например, для сигнала из 32 отсчётов с частотным диапазоном от 0 до {\displaystyle f_{n}} трёхуровневое разложение даст 4 выходных сигнала в разных масштабах:

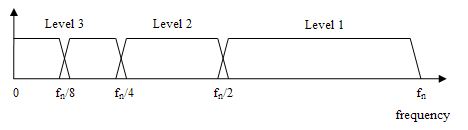
Представление ДВП в частотной области

| Уровень | Частоты                                               | Длина сигнала |
| ------- | ----------------------------------------------------- | ------------- |
| 3       | {\displaystyle 0} … {\displaystyle {f_{n}}/8}         | 4             |
| 3       | {\displaystyle {f_{n}}/8} … {\displaystyle {f_{n}}/4} | 4             |
| 2       | {\displaystyle {f_{n}}/4} … {\displaystyle {f_{n}}/2} | 8             |
| 1       | {\displaystyle {f_{n}}/2} … {\displaystyle f_{n}}     | 16            |

## Пример программы

### Алгоритм Хаара
Пример быстрого одномерного вейвлет-преобразования, используя вейвлет Хаара, для массива исходных данных размером 2N (число каскадов фильтров, соответственно, равно N) на языке C#:
```
public
 
static
 
List
<
Double
>
 
DirectTransform
(
List
<
Double
>
 
SourceList
)

        
{

            
if
 
(
SourceList
.
Count
 
==
 
1
)

                
return
 
SourceList
;

            
List
<
Double
>
 
RetVal
 
=
 
new
 
List
<
Double
>
();

            
List
<
Double
>
 
TmpArr
 
=
 
new
 
List
<
Double
>
();

            
for
 
(
int
 
j
 
=
 
0
;
 
j
 
<
 
SourceList
.
Count
 
-
 
1
;
 
j
+=
2
)

            
{

                
RetVal
.
Add
((
SourceList
[
j
]
 
-
 
SourceList
[
j
 
+
 
1
])
 
/
 
2.0
);

                
TmpArr
.
Add
((
SourceList
[
j
]
 
+
 
SourceList
[
j
 
+
 
1
])
 
/
 
2.0
);

            
}

            
RetVal
.
AddRange
(
DirectTransform
(
TmpArr
));

            
return
 
RetVal
;

        
}

```

Аналогично, пример обратного вейвлет-преобразования:
```
public
 
static
 
List
<
Double
>
 
InverseTransform
(
List
<
Double
>
 
SourceList
)

        
{

            
if
 
(
SourceList
.
Count
 
==
 
1
)

                
return
 
SourceList
;

            
List
<
Double
>
 
RetVal
 
=
 
new
 
List
<
Double
>
();

            
List
<
Double
>
 
TmpPart
 
=
 
new
 
List
<
Double
>
();

            
for
 
(
int
 
i
 
=
 
SourceList
.
Count
 
/
 
2
;
 
i
 
<
 
SourceList
.
Count
;
 
i
++
)

                
TmpPart
.
Add
(
SourceList
[
i
]);

            
List
<
Double
>
 
SecondPart
 
=
 
InverseTransform
(
TmpPart
);

            

            
for
 
(
int
 
i
 
=
 
0
;
 
i
 
<
 
SourceList
.
Count
 
/
 
2
;
 
i
++
)

            
{

                
RetVal
.
Add
(
SecondPart
[
i
]
 
+
 
SourceList
[
i
]);

                
RetVal
.
Add
(
SecondPart
[
i
]
 
-
 
SourceList
[
i
]);

            
}

            
return
 
RetVal
;

        
}

```

## Двумерное вейвлет-преобразование
При разработке нового стандарта JPEG-2000 для сжатия изображения было выбрано вейвлет-преобразование. Само вейвлет-преобразование не сжимает данные, но позволяет таким образом преобразовать входное изображение, что без заметного ухудшения качества изображения можно сократить его избыточность.